# Nekrolog Mai 2004
Nekrolog
◄◄
| ◄
| 2000
| 2001
| 2002
| 2003
| 2004 | 2005 | 2006 | 2007 | 2008 | ► | ►►
Januar |
Februar |
März |
April |
Mai |
Juni |
Juli |
August |
September |
Oktober |
November |
Dezember 2004
Weitere Ereignisse | Allgemeiner Nekrolog 2004
Die Beschreibung der verstorbenen Person sollte so kurz wie möglich gehalten sein und nur deren signifikante Tätigkeit(en) enthalten.
Neue Namen ggf. auch unter dem Geburts- und Sterbedatum, also etwa unter 1. Januar und im Geburts- und Sterbejahr (2024) eintragen (nur bei entsprechender großer Wichtigkeit). Für Beispiele siehe die schon vorhandenen Artikel.
Außerdem über die fünf zuletzt Verstorbenen, zu denen es einen ausreichend guten Artikel für eine Präsentation auf der Hauptseite gibt, nach der todesbedingten Überarbeitung der Artikel ggf. auch unter Wikipedia Diskussion:Hauptseite informieren und sie am besten auch in den anderen Wikipedia-Sprachversionen eintragen. Tipp: Regelmäßig bei news.google.de nach „ist tot“, „gestorben“ oder „verstorben“ suchen.
Wenn eine Person gestorben ist, gibt es viele Seiten zu dieser Person in der Wikipedia, die davon auch betroffen sind und entsprechend aktualisiert werden müssen. Beispiele: Namenübersichtsseite, Geburtsjahr, Geburtsort-Seiten und viele mehr.
Wie finde ich die betroffenen Seiten?
Im Suchfeld auf der linken Seite gibt man den Suchbegriff so ein: „Vorname Nachname“. Dann klickt man auf Volltext und alle Seiten mit entsprechendem Suchtext werden aufgerufen. Hier sieht man dann schnell, wo auch das Todesjahr Sinn macht oder sogar ein Teil des Artikels angepasst werden muss. Auch hilft das „Werkzeug“ auf der linken Seite sehr gut, um solche Seiten aufzufinden: „Links auf diese Seite“. Somit ist die Wikipedia wieder aktuell in allen Bereichen! Hinweis: bei Eintragung der Kategorie „Gestorben JAHR“ wird der Missbrauchsfilter 49 ausgelöst, was jedoch nicht schlimm ist. Siehe: Spezial:Missbrauchsfilter/49
Dies ist eine Liste von im Mai 2004 verstorbenen bekannten Persönlichkeiten. Die Einträge erfolgen innerhalb der einzelnen Daten alphabetisch sortiert. Tiere sind im Nekrolog für Tiere zu finden.

## Mai
| Tag     | Name                                     | Beruf, bekannt als                                                                                              | Alter | Beleg |
| ------- | ---------------------------------------- | --- | ----- | ----- |
| 1. Mai  | Walter Bäck                              | österreichischer Dichter und Schriftsteller                                                                     | 73    |       |
| 1. Mai  | Emil Breitinger                          | deutscher Humanbiologe und Hochschullehrer                                                                      | 99    |       |
| 1. Mai  | Nelson Gidding                           | US-amerikanischer Drehbuchautor                                                                                 | 84    |       |
| 1. Mai  | Francis James Harrison                   | US-amerikanischer Geistlicher, katholischer Bischof                                                             | 91    |       |
| 1. Mai  | Felix Haug                               | Schweizer Popmusiker                                                                                            | 52    |       |
| 1. Mai  | Lojze Kovačič                            | slowenischer Schriftsteller und Pädagoge                                                                        | 75    |       |
| 1. Mai  | Jean-Jacques Laffont                     | französischer Ökonom, dessen Fachgebiet die Untersuchung des Öffentlichen Sektors und die Informationsökonom... | 57    |       |
| 1. Mai  | Irina Pabst                              | deutsche Aktivistin in der AIDS-Hilfe                                                                           | 75    |       |
| 1. Mai  | John Howland Rowe                        | US-amerikanischer Anthropologe und Altamerikanist                                                               | 85    |       |
| 2. Mai  | Mirko Dorner                             | deutscher Instrumentenbauer, Komponist und Cellist                                                              | 83    |       |
| 2. Mai  | Harvey H. Fischer                        | US-amerikanischer Offizier, Generalleutnant der US-Army                                                         | 93    |       |
| 2. Mai  | Curtis Gordon                            | US-amerikanischer Country- und Rockabilly-Sänger                                                                | 75    |       |
| 2. Mai  | Paul Guimard                             | französischer Schriftsteller                                                                                    | 83    |       |
| 2. Mai  | John Hammersley                          | britischer Mathematiker                                                                                         | 84    |       |
| 2. Mai  | Salvatore Isgró                          | italienischer Geistlicher, katholischer Erzbischof von Sassari                                                  | 73    |       |
| 2. Mai  | Allan Lindberg                           | schwedischer Stabhochspringer                                                                                   | 85    |       |
| 2. Mai  | Hyam Maccoby                             | britischer Judaist und Schriftsteller                                                                           | 80    |       |
| 2. Mai  | Olaf Paeschke                            | deutscher Verleger und Verlagsmanager                                                                           | 67    |       |
| 2. Mai  | Karl Raetsch                             | deutscher Maler                                                                                                 | 73    |       |
| 2. Mai  | Andrés Sandoval                          | venezolanischer Komponist                                                                                       | 79    |       |
| 2. Mai  | Dietrich Wachler                         | deutscher Schriftsteller, Bibliothekar und Kritiker                                                             | 70    |       |
| 3. Mai  | Andrew Cavendish, 11. Duke of Devonshire | britischer Politiker                                                                                            | 84    |       |
| 3. Mai  | Ken Downing                              | britischer Rennfahrer                                                                                           | 86    |       |
| 3. Mai  | Kurt Enz                                 | deutscher Ingenieur, Filmtechniker und Fachpublizist                                                            | 72    |       |
| 3. Mai  | Torsten Hägerstrand                      | schwedischer Humangeograph                                                                                      | 87    |       |
| 3. Mai  | Jean-Georges Lossier                     | Schweizer Schriftsteller, Literaturkritiker und Soziologe                                                       | 92    |       |
| 3. Mai  | Marvin T. Runyon                         | US-amerikanischer Manager und Politiker                                                                         | 79    |       |
| 3. Mai  | Zulu                                     | US-amerikanischer Schauspieler                                                                                  | 66    |       |
| 4. Mai  | Christoph W. Clairmont                   | schweizerisch-US-amerikanischer Klassischer Archäologe                                                          | 80    |       |
| 4. Mai  | Coxsone Dodd                             | jamaikanischer Reggae-Musiker und Schallplattenproduzent                                                        | 72    |       |
| 4. Mai  | Anton Eder                               | österreichischer Politiker (ÖVP), Mitglied des Bundesrates                                                      | 79    |       |
| 4. Mai  | Karl Eggers                              | deutscher Politiker (SPD)                                                                                       | 84    |       |
| 3. Mai  | Ela Elborg                               | deutsche Drehbuchautorin und Schauspielagentin                                                                  | 105   |       |
| 4. Mai  | Michael Galley                           | deutscher Politiker (CDU), Oberbürgermeister von Gera                                                           | 59    |       |
| 4. Mai  | Carlheinz Hollmann                       | deutscher Fernsehmoderator                                                                                      | 73    |       |
| 4. Mai  | Eugen A. Meier                           | Schweizer Sachbuchautor, Politiker und Sportfunktionär                                                          | 70    |       |
| 4. Mai  | Guy Million                              | französischer Radrennfahrer                                                                                     | 71    |       |
| 4. Mai  | David Reimer                             | kanadischer Staatsbürger                                                                                        | 38    |       |
| 4. Mai  | Hermann Stell                            | deutscher Politiker                                                                                             | 59    |       |
| 4. Mai  | James Anthony Toppo                      | indischer Geistlicher, Bischof von Jalpaiguri                                                                   | 74    |       |
| 5. Mai  | Thea Beckman                             | niederländische Schriftstellerin                                                                                | 80    |       |
| 5. Mai  | Adolf Blaim                              | österreichischer Maler                                                                                          | 61    |       |
| 5. Mai  | Kurt Klebeck                             | deutsches SS-Mitglied und KZ-Aufseher                                                                           | 98    |       |
| 5. Mai  | Heiner Klose                             | deutscher Fußballspieler                                                                                        | 66    |       |
| 5. Mai  | Kate Mundt                               | dänische Schauspielerin                                                                                         | 74    |       |
| 5. Mai  | Werner Sanß                              | deutscher Theologe und Friedensaktivist                                                                         | 91    |       |
| 5. Mai  | Hans Scheuerl                            | deutscher Pädagoge und Professor der Erziehungswissenschaft                                                     | 85    |       |
| 5. Mai  | Paul Schuster                            | deutscher Schriftsteller                                                                                        | 74    |       |
| 5. Mai  | František Sláma                          | tschechischer Cellist und Gambist                                                                               | 80    |       |
| 5. Mai  | Bill Taylor                              | US-amerikanischer Autorennfahrer                                                                                | 85    |       |
| 5. Mai  | Robert Werner                            | deutscher Althistoriker                                                                                         | 80    |       |
| 5. Mai  | Anton Woschitz                           | österreichischer Politiker (SPÖ), Abgeordneter zum Nationalrat                                                  | 78    |       |
| 6. Mai  | Wilhelm Batel                            | deutscher Ingenieur                                                                                             | 81    |       |
| 6. Mai  | Sigrid Duchhardt-Bösken                  | deutsche Kunsthistorikerin und Archivarin                                                                       |       |       |
| 6. Mai  | Robert Gratzer                           | österreichischer Schriftsteller, Journalist, Dramaturg und Verleger                                             | 55    |       |
| 6. Mai  | Rudolf Grimme                            | deutscher Ingenieur und Hochschullehrer                                                                         | 75    |       |
| 6. Mai  | Philip Kapleau                           | US-amerikanischer zen-buddhistischer Mönch und Autor                                                            | 91    |       |
| 6. Mai  | Barney Kessel                            | US-amerikanischer Jazz-Gitarrist                                                                                | 80    |       |
| 6. Mai  | Johannes Emil Gustav Richter             | deutscher evangelisch-lutherischer Theologe, Autor, Pfarrer und Superintendent                                  | 70    |       |
| 6. Mai  | Adalbert Sebastian                       | österreichischer Politiker (SPÖ), Landtagsabgeordneter                                                          | 84    |       |
| 6. Mai  | Charlotte Thiele                         | deutsche Schauspielerin                                                                                         | 85    |       |
| 7. Mai  | Augustin Bernhauser                      | österreichischer Geologe und Paläontologe                                                                       | 76    |       |
| 7. Mai  | Julia Boenisch                           | deutsche Journalistin und Autorin                                                                               | 41    |       |
| 7. Mai  | Volker Gwinner                           | deutscher Komponist und Organist                                                                                | 91    |       |
| 7. Mai  | William John Knight                      | US-amerikanischer Astronaut, Testpilot und Politiker                                                            | 74    |       |
| 7. Mai  | Chil Rajchman                            | Überlebender des Vernichtungslagers Treblinka                                                                   | 89    |       |
| 7. Mai  | Hans Rempel                              | deutscher Verleger                                                                                              | 99    |       |
| 7. Mai  | André Schroeder                          | Schweizer Zahnmediziner sowie Hochschullehrer                                                                   | 86    |       |
| 8. Mai  | Shelley Glover                           | US-amerikanische Skirennläuferin                                                                                | 17    |       |
| 8. Mai  | Quentin Hughes                           | britischer Offizier, Architekt und Hochschullehrer                                                              | 84    |       |
| 8. Mai  | Walentin Iwanowitsch Jeschow             | sowjetischer Drehbuchautor                                                                                      | 83    |       |
| 8. Mai  | Bryan B. Molloy                          | britischer Chemiker                                                                                             | 65    |       |
| 8. Mai  | John Peel                                | britischer Politiker, MdEP                                                                                      | 91    |       |
| 9. Mai  | Joseph Burckhalter                       | US-amerikanischer Chemiker                                                                                      | 91    |       |
| 9. Mai  | Brenda Fassie                            | südafrikanische Popsängerin                                                                                     | 39    |       |
| 9. Mai  | Alan Gewirth                             | US-amerikanischer Philosoph                                                                                     | 91    |       |
| 9. Mai  | Achmat Abdulchamidowitsch Kadyrow        | tschetschenischer Präsident                                                                                     | 52    |       |
| 9. Mai  | Alan King                                | US-amerikanischer Komödiant und Schauspieler                                                                    | 76    |       |
| 9. Mai  | Friedrich Kuchar                         | österreichischer Politiker (FOÖ), Landtagsabgeordneter                                                          | 63    |       |
| 9. Mai  | Agustín Otero Largacha                   | kolumbianischer Geistlicher, Weihbischof in Bogotá                                                              | 63    |       |
| 9. Mai  | Walter H. Stockmayer                     | US-amerikanischer Chemiker; Pionier der Polymerforschung                                                        | 90    |       |
| 9. Mai  | Christian Wilde                          | deutscher Rechtsanwalt                                                                                          | 64    |       |
| 9. Mai  | Anatoli Georgijewitsch Wituschkin        | russischer Mathematiker                                                                                         | 72    |       |
| 9. Mai  | Percy Young                              | britischer Musikschriftsteller und Komponist                                                                    | 91    |       |
| 10. Mai | Orvar Bergmark                           | schwedischer Fußballspieler und -trainer                                                                        | 73    |       |
| 10. Mai | Ray Ferritto                             | italienisch-US-amerikanischer Mobster                                                                           | 75    |       |
| 10. Mai | Peter Haberer                            | deutscher Politiker                                                                                             | 68    |       |
| 10. Mai | Eric Kierans                             | kanadischer Politiker                                                                                           | 90    |       |
| 10. Mai | Hanno Müller-Kirchenbauer                | deutscher Bauingenieur für Geotechnik                                                                           | 70    |       |
| 10. Mai | Josefine Oschmalz                        | österreichische Politikerin (SPÖ), Mitglied des Bundesrates                                                     | 87    |       |
| 10. Mai | Dennis Wilshaw                           | englischer Fußballspieler und -trainer                                                                          | 78    |       |
| 11. Mai | Hans Hirner                              | deutscher Kaufmann                                                                                              | 97    |       |
| 11. Mai | Ku Sang                                  | südkoreanischer Schriftsteller und Lyriker                                                                      | 84    |       |
| 11. Mai | Ernst Laske                              | deutsch-israelischer Buchantiquar                                                                               | 88    |       |
| 11. Mai | Friedemann Merkel                        | deutscher Theologe                                                                                              | 75    |       |
| 11. Mai | Antônio Pedro Misiara                    | römisch-katholischer Geistlicher, Bischof von Bragança Paulista                                                 | 86    |       |
| 11. Mai | Alfred Petersen                          | evangelischer Theologe                                                                                          | 94    |       |
| 11. Mai | Rudolf Schucht                           | deutscher Grafiker und Maler                                                                                    | 94    |       |
| 11. Mai | Hans Senger                              | österreichischer Skirennläufer                                                                                  | 78    |       |
| 11. Mai | Engelsina Sergejewna Tscheschkowa        | burjatische Historikerin und Orientalistin                                                                      | 75    |       |
| 11. Mai | John Whitehead                           | US-amerikanischer Musiker und Produzent                                                                         | 52    |       |
| 12. Mai | Michael Guttenbrunner                    | österreichischer Dichter und Schriftsteller                                                                     | 84    |       |
| 12. Mai | Alfred Kurt                              | Schweizer Forstwissenschaftler                                                                                  | 87    |       |
| 12. Mai | John LaPorta                             | US-amerikanischer Jazzklarinettist                                                                              | 84    |       |
| 12. Mai | Paul Matzkowski                          | deutscher Fußballspieler                                                                                        | 83    |       |
| 12. Mai | John Robson                              | englischer Fußballspieler                                                                                       | 53    |       |
| 12. Mai | Jacky Spelter                            | deutscher Rock'n Roll Musiker                                                                                   | 76    |       |
| 13. Mai | Kjell Bækkelund                          | norwegischer Pianist                                                                                            | 74    |       |
| 13. Mai | Lê Minh Hương                            | vietnamesischer Politiker und Generaloberst                                                                     | 67    |       |
| 13. Mai | Muhammad Nawaz                           | pakistanischer Speerwerfer                                                                                      | 79    |       |
| 13. Mai | Gustavo Pena „El Príncipe“               | uruguayischer Sänger, Multiinstrumentalist und Komponist                                                        | 48    |       |
| 13. Mai | Hermann P. Reiser                        | deutscher Journalist und Bundestagsabgeordneter der SPD                                                         | 80    |       |
| 13. Mai | Carlo Scarascia-Mugnozza                 | italienischer Politiker, Mitglied der Camera dei deputati                                                       | 84    |       |
| 13. Mai | Johann Steinbock                         | katholischer Priester, Kanonikus und Gegner des Nationalsozialismus                                             | 94    |       |
| 14. Mai | Jacques Allégret                         | französischer Architekt und Stadtplaner, Soziologe und Hochschullehrer                                          | 73    |       |
| 14. Mai | Rudi Arndt                               | deutscher Politiker (SPD), MdL, MdEP                                                                            | 77    |       |
| 14. Mai | Günter Gaus                              | deutscher Diplomat und Journalist, MdA                                                                          | 74    |       |
| 14. Mai | Jesús Gil                                | spanischer Politiker, Unternehmer und Fußballfunktionär                                                         | 71    |       |
| 14. Mai | Hermann Gundersheimer                    | deutsch-US-amerikanischer Kunsthistoriker                                                                       | 101   |       |
| 14. Mai | Anna Lee                                 | britisch-US-amerikanische Schauspielerin                                                                        | 91    |       |
| 14. Mai | Eugene Mallove                           | US-amerikanischer Publizist, Verleger der Zeitschrift Infinite Energy                                           | 56    |       |
| 14. Mai | Carl Gustaf Ströhm                       | konservativer deutscher Journalist                                                                              | 74    |       |
| 15. Mai | Bruno Baião                              | portugiesischer Fußballspieler                                                                                  | 18    |       |
| 15. Mai | Jack Bradbury                            | US-amerikanischer Autor und Zeichner                                                                            | 89    |       |
| 15. Mai | Kevin Michael Britt                      | US-amerikanischer Geistlicher, katholischer Bischof                                                             | 59    |       |
| 15. Mai | Marius Constant                          | französischer Komponist und Dirigent                                                                            | 79    |       |
| 15. Mai | Kurt A. Dambach                          | deutscher Unternehmer                                                                                           | 84    |       |
| 15. Mai | William H. Hinton                        | US-amerikanischer Agrarwissenschaftler und Sachbuchautor zur chinesischen Revolution                            | 85    |       |
| 15. Mai | Marilyn Jorgenson Reece                  | US-amerikanische Bauingenieurin                                                                                 | 77    |       |
| 15. Mai | Guillermo Vidal                          | kubanischer Schriftsteller                                                                                      | 52    |       |
| 16. Mai | Francis Ayume                            | ugandischer Jurist und Politiker                                                                                | 63    |       |
| 16. Mai | Riccardo Brengola                        | italienischer Violinist und Musikpädagoge                                                                       | 87    |       |
| 16. Mai | Peter Hill-Norton, Baron Hill-Norton     | britischer Flottenadmiral und Politiker                                                                         | 89    |       |
| 16. Mai | Marie Hüllenkremer                       | deutsche Journalistin und Politikerin                                                                           | 61    |       |
| 16. Mai | Hans Lösken                              | deutscher Mediziner und Politiker                                                                               | 80    |       |
| 16. Mai | Kamala Markandaya                        | indische Journalistin und Schriftstellerin                                                                      | 79    |       |
| 16. Mai | Rex Rice                                 | US-amerikanischer Informatiker                                                                                  | 86    |       |
| 16. Mai | Anny Roth-Dalbert                        | Schweizer Komponistin, Dirigentin und Pianistin                                                                 | 103   |       |
| 16. Mai | Marika Rökk                              | deutsch-österreichische Filmschauspielerin, Sängerin und Tänzerin                                               | 90    |       |
| 16. Mai | Rainer G. Rümmler                        | deutscher Architekt und Baubeamter                                                                              | 74    |       |
| 16. Mai | Frithjof Voss                            | deutscher Geograph, Hochschullehrer, Unternehmer und Stifter                                                    | 68    |       |
| 17. Mai | Marjorie Courtenay-Latimer               | südafrikanische Naturforscherin                                                                                 | 97    |       |
| 17. Mai | Hermann Michael Goldbrunner              | deutscher Historiker                                                                                            | 71    |       |
| 17. Mai | Karl Herbst                              | deutscher katholischer Buchautor                                                                                | 87    |       |
| 17. Mai | Cecile Jospé                             | englische Malerin und Fotografin                                                                                | 75    |       |
| 17. Mai | Oskar Koller                             | deutscher Maler und Graphiker                                                                                   | 78    |       |
| 17. Mai | Edgardo Martín                           | kubanischer Komponist                                                                                           | 88    |       |
| 17. Mai | Jørgen Nash                              | dänischer Maler und Bildhauer                                                                                   | 84    |       |
| 17. Mai | Tony Randall                             | US-amerikanischer Schauspieler                                                                                  | 84    |       |
| 17. Mai | James Armstrong Richardson               | kanadischer Politiker                                                                                           | 82    |       |
| 17. Mai | Erna Sailer                              | österreichische Juristin und Diplomatin                                                                         | 96    |       |
| 17. Mai | Ezzedine Salim                           | irakischer Politiker, Präsident des provisorischen irakischen Regierungsrats                                    |       |       |
| 17. Mai | Peggie Sampson                           | kanadische Cellistin, Gambistin und Musikpädagogin britischer Herkunft                                          | 92    |       |
| 17. Mai | Matthias Weisheit                        | deutscher Politiker (SPD), MdB                                                                                  | 58    |       |
| 18. Mai | Çetin Alp                                | türkischer Sänger und Teilnehmer beim Eurovision Song Contest 1983                                              | 56    |       |
| 18. Mai | Arnold Orville Beckman                   | US-amerikanischer Chemiker                                                                                      | 104   |       |
| 18. Mai | Hilda Bongertman                         | niederländische Stewardess, Schriftstellerin und NBS-Mitglied                                                   | 91    |       |
| 18. Mai | Francesco Caroli                         | italienischer Artist und Clown                                                                                  | 81    |       |
| 18. Mai | Elvin Jones                              | US-amerikanischer Jazz-Schlagzeuger                                                                             | 76    |       |
| 18. Mai | Lincoln Kilpatrick                       | US-amerikanischer Schauspieler                                                                                  | 73    |       |
| 18. Mai | Heinz Maria Oeftering                    | deutscher Manager und Präsident des Bundesrechnungshofs                                                         | 100   |       |
| 18. Mai | Andreas Spira                            | deutscher Klassischer Philologe                                                                                 | 74    |       |
| 18. Mai | Stefan Swieżawski                        | polnischer Philosoph                                                                                            | 97    |       |
| 18. Mai | Hyacinthe Thiandoum                      | senegalesischer Kardinal, Erzbischof von Dakar                                                                  | 83    |       |
| 19. Mai | Melvin Lasky                             | US-amerikanischer Publizist der antistalinistischen Linken                                                      | 84    |       |
| 19. Mai | E. K. Nayanar                            | indischer Politiker (CPI(M)), Chief Minister von Kerala                                                         | 84    |       |
| 19. Mai | Egon von Neindorff                       | deutscher Hippologe                                                                                             | 80    |       |
| 19. Mai | Carl Raddatz                             | deutscher Film- und Theaterschauspieler                                                                         | 92    |       |
| 19. Mai | Elvio Romero                             | paraguayischer Dichter und Schriftsteller                                                                       | 77    |       |
| 19. Mai | Leonid Michailowitsch Schtscherbakow     | sowjetischer Dreispringer                                                                                       | 77    |       |
| 20. Mai | W. Ross Adey                             | australischer Neurowissenschaftler                                                                              | 82    |       |
| 20. Mai | Lúcio de Castro                          | brasilianischer Leichtathlet                                                                                    | 93    |       |
| 20. Mai | Hubert Louis Marie Félix Michon          | französischer Geistlicher, katholischer Erzbischof von Rabat                                                    | 76    |       |
| 20. Mai | Merle Moult                              | sambische Badminton- und Tennisspielerin                                                                        |       |       |
| 20. Mai | Len Murray                               | britischer Politiker und Gewerkschafter                                                                         | 81    |       |
| 20. Mai | Liselotte Schließer                      | deutsche Heimatforscherin und Archivarin                                                                        | 85    |       |
| 21. Mai | Ronald Finn                              | britischer Mediziner                                                                                            | 73    |       |
| 22. Mai | Richard Biggs                            | US-amerikanischer Fernseh- und Theaterschauspieler                                                              | 44    |       |
| 22. Mai | Christian Degn                           | deutscher Historiker                                                                                            | 94    |       |
| 22. Mai | Rainer A. Müller                         | deutscher Historiker                                                                                            | 60    |       |
| 22. Mai | Marylu Poolman                           | niederländische Schauspielerin                                                                                  | 67    |       |
| 22. Mai | Wolfgang Richter                         | deutscher Komponist                                                                                             | 75    |       |
| 22. Mai | Carel de Wet                             | südafrikanischer Botschafter                                                                                    | 79    |       |
| 22. Mai | Michail Jakowlewitsch Woronin            | sowjetischer Kunstturner                                                                                        | 59    |       |
| 23. Mai | Richard C. Harrington                    | englischer Psychiater, Professor für Kinder- und Jugendpsychiatrie                                              | 47    |       |
| 23. Mai | Petra Kappert                            | deutsche Turkologin                                                                                             | 59    |       |
| 23. Mai | Ramón Margalef                           | katalanischer Ökologe, Umweltwissenschaftler und Limnologe                                                      | 85    |       |
| 23. Mai | Elsebeth Reingaard                       | dänische Schauspielerin                                                                                         | 56    |       |
| 23. Mai | Werner Richter                           | deutscher Radrennfahrer                                                                                         | 86    |       |
| 23. Mai | Maxime Rodinson                          | französischer marxistischer Historiker und Orientalist                                                          | 89    |       |
| 23. Mai | Hans Ungar                               | österreichischer Buchhändler                                                                                    | 87    |       |
| 24. Mai | Friedrich Wilhelm Christians             | deutscher Bankier                                                                                               | 82    |       |
| 24. Mai | John R. T. Davies                        | britischer Jazzmusiker und Musikproduzent                                                                       | 77    |       |
| 24. Mai | Henry Ries                               | US-amerikanischer Fotograf deutscher Herkunft                                                                   | 86    |       |
| 24. Mai | Lilly Stepanek                           | österreichische Schauspielerin                                                                                  | 91    |       |
| 25. Mai | Mohammed Hamza Ghanayem                  | palästinensischer Lyriker, Schriftsteller und Übersetzer                                                        |       |       |
| 25. Mai | Ernst Haar                               | deutscher Politiker (SPD), MdB                                                                                  | 79    |       |
| 25. Mai | Gudrun Krüger                            | deutsche Bildhauerin                                                                                            | 82    |       |
| 26. Mai | Knut Blin                                | deutscher Boxer im Schwergewicht                                                                                | 35    |       |
| 26. Mai | Frans Buyens                             | bekannter belgischer Filmemacher, Schriftsteller, Zeitschriftenchefredakteur und Theaterleiter                  | 80    |       |
| 26. Mai | Nikolai Stepanowitsch Tschernych         | russischer Astronom                                                                                             | 72    |       |
| 27. Mai | Umberto Agnelli                          | italienischer Unternehmer                                                                                       | 69    |       |
| 27. Mai | Gerhard Ammann                           | österreichischer Politiker (ÖVP), Landtagsabgeordneter                                                          | 68    |       |
| 27. Mai | Patience Cleveland                       | US-amerikanische Film- und Fernsehschauspielerin                                                                | 73    |       |
| 27. Mai | Ladislav Hecht                           | tschechoslowakischer Tennisspieler                                                                              | 94    |       |
| 27. Mai | Franz Klein                              | deutscher Steuerrechtswissenschaftler und Präsidenten des Bundesfinanzhofs                                      | 74    |       |
| 27. Mai | Anton Lutz                               | deutscher Politiker (CDU), MdL (Baden-Württemberg)                                                              | 83    |       |
| 27. Mai | Michail Michailowitsch Postnikow         | russischer Mathematiker und Hochschullehrer                                                                     | 76    |       |
| 27. Mai | Geraldo Majela Reis                      | brasilianischer Geistlicher, römisch-katholischer Erzbischof                                                    | 79    |       |
| 27. Mai | Marcel Tetel                             | US-amerikanischer Romanist und Literaturwissenschaftler                                                         |       |       |
| 27. Mai | Werner Tübke                             | deutscher Maler                                                                                                 | 74    |       |
| 27. Mai | Hildegard Wensch                         | deutsche Schauspielerin und Kabarettistin                                                                       | 77    |       |
| 28. Mai | Theo Allenbach                           | Schweizer Skisportler                                                                                           | 79    |       |
| 28. Mai | Vittore Branca                           | italienischer Romanist, Mediävist und Literaturwissenschaftler                                                  | 90    |       |
| 28. Mai | Francis Brunn                            | deutscher Jongleur                                                                                              | 81    |       |
| 28. Mai | Gert Burkard                             | deutscher Filmschauspieler                                                                                      | 64    |       |
| 28. Mai | Elmer Gill                               | US-amerikanischer Jazzmusiker                                                                                   | 78    |       |
| 28. Mai | Carlos Grosjean                          | Schweizer Politiker (FDP)                                                                                       | 65    |       |
| 28. Mai | Jerzy Klempel                            | polnischer Handballspieler                                                                                      | 51    |       |
| 28. Mai | Peter Michel Ladiges                     | deutscher Hörspielregisseur                                                                                     | 70    |       |
| 28. Mai | Irene Manning                            | US-amerikanische Schauspielerin                                                                                 | 91    |       |
| 28. Mai | Catherine Dean May                       | US-amerikanische Politikerin                                                                                    | 90    |       |
| 28. Mai | František Nožička                        | tschechischer Mathematiker                                                                                      | 86    |       |
| 28. Mai | Eduard Switalla                          | deutscher Oberst des Ministeriums für Staatssicherheit in der DDR                                               | 84    |       |
| 29. Mai | Archibald Cox                            | US-amerikanischer Jurist, Sonderermittler in der Watergate-Affäre                                               | 92    |       |
| 29. Mai | Apparecido José Dias                     | brasilianischer römisch-katholischer Bischof                                                                    | 72    |       |
| 29. Mai | Reinhard Döhl                            | deutscher Literatur- und Medienwissenschaftler, Autor und Künstler                                              | 69    |       |
| 29. Mai | Rafael González Moralejo                 | spanischer Geistlicher, katholischer Bischof                                                                    | 86    |       |
| 29. Mai | Magne Havnå                              | norwegischer Boxer                                                                                              | 40    |       |
| 29. Mai | Kani Karaca                              | türkischer Musiker und Sufimeister                                                                              |       |       |
| 29. Mai | Robert Quine                             | US-amerikanischer Musiker und Gitarrist                                                                         | 61    |       |
| 29. Mai | Jack Rosenthal                           | englischer Dramatiker und Drehbuchautor                                                                         | 72    |       |
| 29. Mai | Ivica Šerfezi                            | jugoslawischer Schlagersänger                                                                                   | 68    |       |
| 30. Mai | Alfred Coppel                            | US-amerikanischer Schriftsteller                                                                                | 82    |       |
| 30. Mai | Gérard Ngoy Kabwe                        | kongolesischer Geistlicher, katholischer Bischof                                                                | 86    |       |
| 30. Mai | Ferdinand Löwenberg                      | antifaschistischer Widerstandskämpfer, NS-Verfolgter und Journalist                                             | 80    |       |
| 30. Mai | Luciano Minguzzi                         | italienischer Bildhauer                                                                                         | 93    |       |
| 30. Mai | Jose Paala Salazar                       | philippinischer Ordensgeistlicher, katholischer Bischof                                                         | 67    |       |
| 30. Mai | Christian Staub                          | Schweizer Fotograf                                                                                              | 85    |       |
| 30. Mai | Klawdija Alexandrowna Totschonowa        | sowjetische Kugelstoßerin                                                                                       | 82    |       |
| 30. Mai | Ole Wivel                                | dänischer Autor, Redakteur und Verlagsleiter                                                                    | 82    |       |
| 31. Mai | Erich Altrock                            | deutscher Schauspieler                                                                                          | 84    |       |
| 31. Mai | Ciriaco Scanzillo                        | italienischer katholischer Bischof                                                                              | 84    |       |
| Mai     | Nicholas Berg                            | US-amerikanischer Geschäftsmann, wurde im dritten Golfkrieg im Irak enthauptet                                  | 26    |       |
| Mai     | Ernst Marterer                           | deutscher Polizeioffizier und Generalmajor der VP                                                               | 83    |       |
| Mai     | Conny Palme                              | deutscher Schauspieler und Theaterregisseur                                                                     | 84    |       |